# アウトアインスグループ
アウトアインス・グループ（AUTO1 Group SE）は、ドイツ・ベルリンに本社を置く中古自動車のオンライン自動車ディーラー。AUTO1.comをはじめとする10以上のウェブサイトおよびアプリを運営し、欧州大陸30カ国以上、400以上の拠点で、中古自家用車がシームレスに取引できるサービスを提供している。

## 概要
グルーポンで働いていたクリスチャン・ベルターマンは祖母の車を売ろうとした際に苦労した経験を元にHome24で働いていたHakan Kocと中古車取引サイトを立ち上げた。
AUTO1 GroupはAUTO1.com、wirkaufendeinauto.de、AutoHero Germanyの運営を行っている。AUTO1.comはB2B向けで30カ国・35,000人以上の独立系中古車バイヤーに対して効率的な中古自家用車の販売、購入情報を提供している。wirkaufendeinauto.deは車買い取りサービス。売り手は無料でオンライン仮査定し、350以上の拠点に持ち込み車を売る。拠点では整備士が20分程度で車両状態を確認し、iPadから情報をアップロードすると10分程度で査定額が出され、売り手は5日程度の期限内に売却するか判断する。ドイツでは中古車を売るまで平均で約90日要していたがAUTO1ではこの仕組みにより10日程度に短縮できているとされる。なお買い取った中古車はディーラーに転売されるまで店舗で保管される。AutoHeroはB2C向けで買い手が高品質の中古自家用車を安く購入できる。3つのサイトで収集したデータはアルゴリズムを用いて管理されている。これは中古車の価格を決定するだけでなく、店舗への車両受け入れ・修理・輸送・販売といった店舗ネットワークにも活用されている。

## 沿革
- 2012年7月2日 - Christian BertermannとHakan KocによりAUTO1 Group設立
- 2012年8月8日 - B2BサイトAUTO1.com開設
- 2012年11月 - 自家用車買い取りサービスwirkaufendeinauto.de開設
- 2014年5月 - Groupon副社長のクリストファー・ムアー（英語版）がCOOとして経営に参加[5]
- 2015年4月27日 - シリーズDラウンドでDST Global、Piton Capitalから1億1,760万ドル調達
- 2015年7月7日 - シリーズDと借り入れ合わせ5億ドルの資金調達[6]
- 2015年7月 - Home24創業者のFelix Jahnと合弁でインキュベーターWarpspeed Venturesを立ち上げる[7]
- 2016年11月9日 - モバイルアプリリリース[8]
- 2016年12月21日 - シリーズEラウンドでTarget Global、Baillie Gifford（英語版）より資金調達[9]
- 2017年5月19日 - Princeville Globalから3億6,000万ユーロ調達[10]
- 2017年11月7日 - 中古車オンライン販売店AutoHero Germany開設[11]
- 2018年1月15日 - ソフトバンク・ビジョン・ファンドより4億6000万ユーロ調達[12]
- 2018年2月3日 - 中古車販売店から提訴される[13]
- 2021年2月4日 - フランクフルト証券取引所に株式上場[14]。